# The Land Is Inhospitable and So Are We
The Land Is Inhospitable and So Are We è il settimo album della musicista indie rock nipponico-statunitense Mitski, annunciato il 23 luglio 2023 tramite la propria newsletter e pubblicato il 15 settembre 2023 tramite l'etichetta Dead Oceans.
È stato prodotto da Patrick Hyland e preceduto dal singolo Bug Like an Angel, pubblicato il 26 luglio 2023 e da Star e Heaven pubblicate il 23 agosto.
La canzone My Love Mine All Mine, dopo poco più di un mese, ha già raggiunto più di 120 milioni di ascolti su Spotify e più di 1,5 milioni di video registrati su TikTok con questa canzone.
Per promuovere questo album, Mitski ha fatto un piccolo tour in Nord America e in Europa in stile acustico nel settembre e nell'ottobre del 2023.

## Background e registrazione
Mitski lo definisce il suo «album più americano» e descrive «il tema dell'amore» come centrale nei suoi testi. L'album è stato influenzato anche dalle colonne sonore dei film western all'italiana e dalle opere di Arthur Russell, Igor Stravinsky, Scott Walker, Caetano Veloso e Faron Young.
Ha registrato l'album con il produttore Patrick Hyland al Bomb Shelter di Nashville e al Sunset Sound di Los Angeles. Un coro di diciassette persone arrangiato da Mitski, e un'orchestra, diretta da Drew Erickson, sono presenti in diversi brani.

## Tracce
1. Bug Like an Angel – 3:32
2. Buffalo Replaced – 2:40
3. Heaven – 3:44
4. I Don't Like My Mind – 2:25
5. The Deal – 3:52
6. When Memories Snow – 1:44
7. My Love Mine All Mine – 2:18
8. The Frost – 2:48
9. Star – 2:59
10. I'm Your Man – 3:30
11. I Love Me After You – 2:49